# صناعة المشروبات

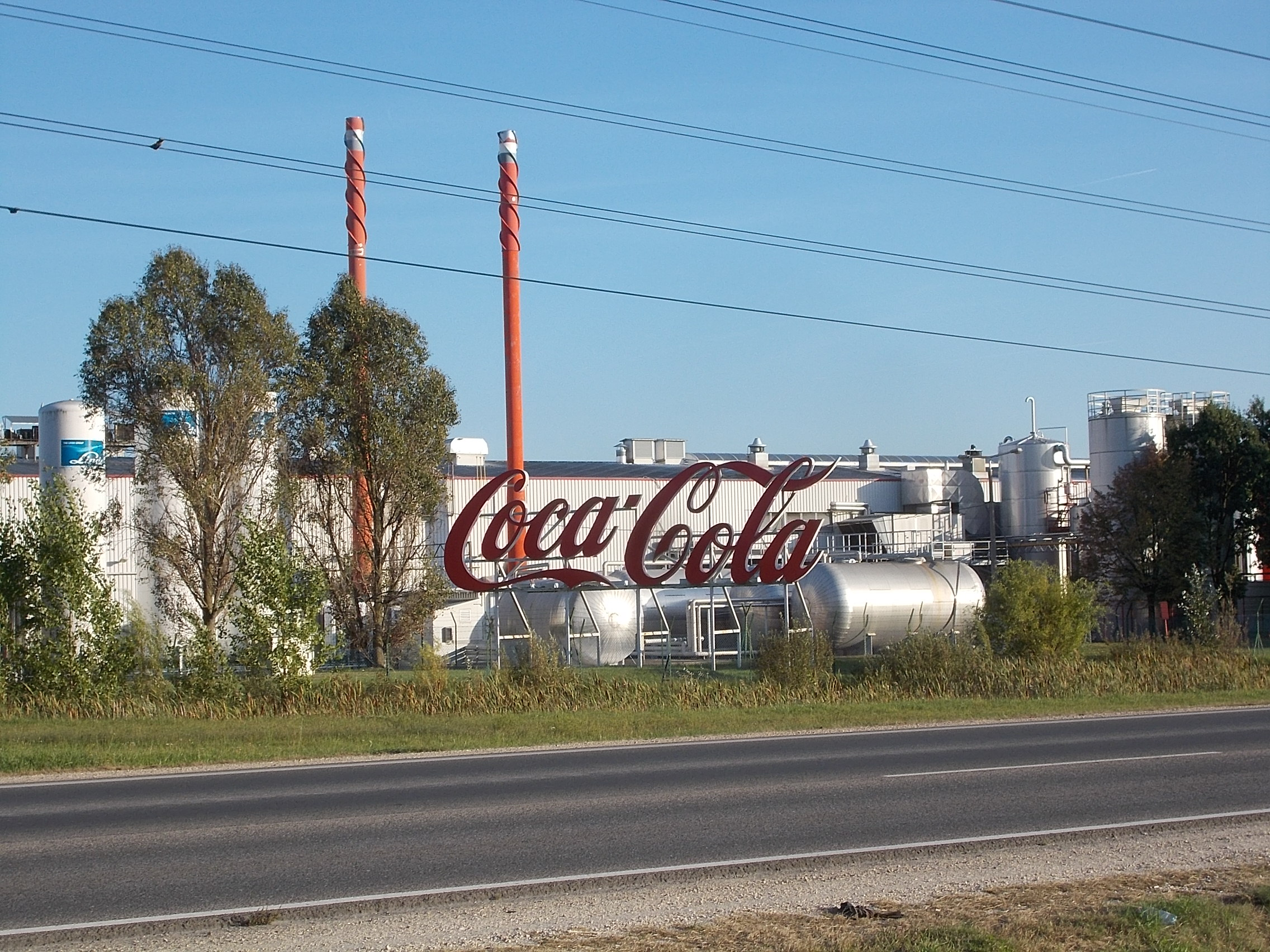
مشروبات كوكا كولا المجر، 2019 دوناهاراسزتي

صناعة المشروبات (بالإنجليزية: Beverage Industry أو Drink Industry) هي قطاع صناعي تُنتج فيه المشروبات مثل المشروبات الجاهزة للشرب (Ready to drink)، ويمكن أن يختلف إنتاج المشروبات اعتمادًا كبيرًا على المنتج الذي يتم تصنيعه. يوضح موقع ManufacturingDrinks.com أن «مرافق التعبئة تختلف في أنواع خطوط التعبئة التي تشغلها وأنواع المنتجات التي يمكن إنتاجها».
قد تكون المشروبات معلبة بعلب من الألمونيوم أو معبأة في زجاجات (بلاستيكية أو زجاجية)، وأيضا قد تكون التعبئة ساخنة أو باردة، وطبيعية أو تقليدية، ونتيجة لزيادة الطلب على المشروبات غير الكحولية تتزايد الابتكارات في صناعة المشروبات في ما يلي: مصانع المشروبات، ومعالجة المشروبات، وتعبئة المشروبات.

## أكبر الشركات في صناعة المشروبات
أكبر الشركات العالمية في صناعة المشروبات في عام 2019 هم:
| رتبة | الشركة                                      | بلد              |
| ---- | ------------------------------------------- | ---------------- |
| 1    | إيه بي إنبيف (AB InBev)                     | بلجيكا           |
| 2    | نستله                                       | سويسرا           |
| 3    | شركة كوكا كولا                              | الولايات المتحدة |
| 4    | بيبسيكو                                     | الولايات المتحدة |
| 5    | هاينكن نيفادا                               | هولندا           |
| 6    | Suntory Holdings Ltd.                       | اليابان          |
| 7    | دياجيو (Diageo)                             | المملكة المتحدة  |
| 8    | شركة ستاربكس.                               | الولايات المتحدة |
| 9    | كيوريج دكتور بيبر (Keurig Dr Pepper)        | الولايات المتحدة |
| 10   | مولسون كورس (Molson Coors Beverage Company) | الولايات المتحدة |